# Moshe Mishaelof
Moshe Mishaelof (in ebraico משה מישאלוף‎?; Tel Aviv, 14 settembre 1983) è un ex calciatore israeliano, di ruolo difensore.

## Carriera

### Club
Ha giocato nella massima serie dei campionati israeliano e cipriota.